# Фелден (Филс)
Фелден (њем. Velden) град је у њемачкој савезној држави Баварска. Једно је од 35 општинских средишта округа Ландсхут. Према процјени из 2010. у граду је живјело 6.586 становника. Посједује регионалну шифру (AGS) 9274183.

## Географски и демографски подаци
Фелден се налази у савезној држави Баварска у округу Ландсхут. Град се налази на надморској висини од 477 метара. Површина општине износи 49,4 km². У самом граду је, према процјени из 2010. године, живјело 6.586 становника. Просјечна густина становништва износи 133 становника/km².

## Међународна сарадња
| Мјесто | Држава    | Врста сарадње | Од    |
| ------ | --------- | ------------- | ----- |
| Роана  | Италија   | партнерство   | 1976. |
| Егрфеј | Француска | партнерство   | 1985. |
| Извор  |           |               |       |